# Michal Mařík
Michal Mařík (* 18. Mai 1975 in Plzeň) ist ein ehemaliger tschechischer Eishockeytorwart, der in Deutschland für die Dresdner Eislöwen in der 2. Eishockey-Bundesliga spielte.

## Karriere
Michal Mařík begann seine Karriere beim HC Plzeň, für den er 1993 seine ersten Spiele in der tschechischen Extraliga absolvierte. Ab 1996 agierte er als Stammtorhüter, kam aber in der folgenden Spielzeit nur als Backup zum Einsatz und bestritt außerdem zwei Spiele beim HC Karlovy Vary, bevor er 1998 zum HC České Budějovice wechselte. Zunächst wurde er nur als zweiter Torhüter eingesetzt, aber nach einer Saison wurde er für drei Spielzeiten zum Stammtorhüter des Vereins. Über die Stationen HC Zlín, HC Třinec und HC Havířov kam er 2003 zum HC Chemopetrol, wo er eine seiner besten Saisons bestritt. Nach mehreren Stationen in der zweiten und dritten Liga Tschechiens gelangte er während der Spielzeit 2006/07 nach Norwegen in die GET-ligaen zu Stjernen Hockey.
„Mit Michal Mařík kommt ein sehr erfahrener Schlussmann aus Norwegen nach Dresden, der viele Jahre erfolgreich in der Extraliga gehalten hat. Er wird nun mit Sicherheit auch in Dresden eine sehr gute Rolle spielen und ermöglicht es uns, mit einem starken Rückhalt in die neue Saison zu gehen“, sagt Manager Jan Tabor über Mařík. Die Erwartungen an einen erfahrenen Torhüter konnte er während der Oberliga-Saison nach seiner Verpflichtung erfüllen und schaffte zusammen mit dem Team der Eislöwen den Aufstieg in die 2. Bundesliga. Sein Vertrag wurde kurz nach diesem Erfolg um ein Jahr verlängert.
Beim DEL All-Star Game im Februar 2008 in Dresden wurde Mařík zum besten Spieler der europäischen Auswahlmannschaft gewählt. Erst aufgrund der Verletzung von Dimitrij Kotschnew wurde er kurzfristig in den Kader berufen und spielte dort zusammen mit seinem Mannschaftskollegen der Dresdner Eislöwen, Petr Sikora, im Europa-Team. Im Sommer 2009 wechselte Mařík zum Adendorfer EC, wo er bis zum Ende der Saison 2010/11 sowohl als Spieler, als auch als Trainer im Nachwuchsbereich tätig war. Nach der Spielzeit beendete der Tscheche seine aktive Karriere und wurde als Torwart-Trainer in Pilsen tätig.
Ende Januar 2012 kehrte er jedoch als Torhüter in die 2. Eishockey-Bundesliga zurück, als er von den Landshut Cannibals für den Rest der Saison 2011/12 als Ersatztorhüter verpflichtet wurde.

## International
Michal Mařík vertrat sein Heimatland bei den U18-Junioren-Europameisterschaft 1993 und der Junioren-Weltmeisterschaft 1995.

## Erfolge und Auszeichnungen
- 1993 Bronzemedaille bei der U18-Junioren-Europameisterschaft
- 2008 Teilnahme am DEL All-Star Game

## Karrierestatistik
(Legende zur Torhüterstatistik: GP oder Sp = Spiele insgesamt; W oder S = Siege; L oder N = Niederlagen; T oder U oder OT = Unentschieden oder Overtime- bzw. Shootout-Niederlage; Min. = Minuten; SOG oder SaT = Schüsse aufs Tor; GA oder GT = Gegentore; SO = Shutouts; GAA oder GTS = Gegentorschnitt; Sv% oder SVS% = Fangquote; EN = Empty Net Goal; 1 Play-downs/Relegation; Kursiv: Statistik nicht vollständig)